# モシェ・シャレット
モシェ・シャレット（ヘブライ語: משה שרת, Moshe(h) Sharett、1894年10月15日 - 1965年7月7日）は、イスラエルの政治家。
首相（第2代）、外相（初代）を務めた。

## 生涯
ロシア帝国の統治下であったウクライナのヘルソンで生まれる。1906年にオスマン帝国が統治していたパレスチナに一家は移住し、ラマッラーの北にあるアイン・シンヤ村の賃貸住宅に住んでいた。
1910年に彼の家族はヤッファ（現在のテルアビブ）に移り住んだ。
ヘルズリヤヘブライ高校を卒業後、ロン・シュラミット音楽院を経て、イスタンブール大学に進学し法律を学ぶ。しかし第一次世界大戦が勃発したため帰国し、通訳としてオスマン帝国軍中尉に従事した。
シャレットはベン＝グリオンら暗殺作戦に積極的な強硬派と比較して外交で自国の安全を担う穏健派に属していた。彼はレバノンのアル＝スルフ首相と秘密裏に交渉しアラブ人との対立を平和裏に解決していたいと思っていたが、ベン＝グリオンは反対し結果アル＝スルフの暗殺を指示し両者の対立は決定的となった。
その後もベン＝グリオンとの対立は続きベン＝グリオンは当時外務省に属していた政治局を自分の直属にし、またモサドと改名させた。
ベン＝グリオンが退陣すると代わって首相の座に就き、穏健派のシャレットはそれまでとはうってかわり暗殺作戦を重視しなくなった。しかしフェーダインと呼ばれる秘密裏に訓練された、アラブ人のゲリラ部隊が繰り返し国境を侵犯し民間人の殺害や、インフラ破壊を繰り返す問題を解決できず、国防問題が進展しないため国防大臣にベン＝グリオンを再び任命し、後に首相の座も譲った。

## 家族

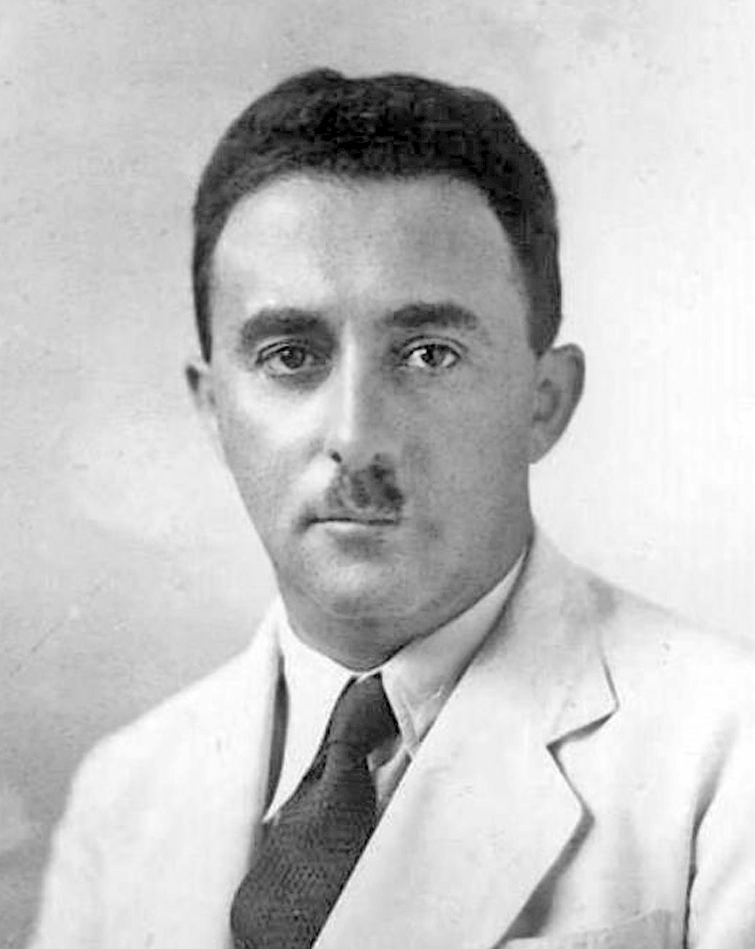
モシェ・シャレット（1936年）

1922年、ツィポラ・メイロフと結婚し2人の息子と1人の娘を持つ。
もとの姓はシェルトク（Szertok, Sherto(c)k）である。弟のイェフダー・シャレットは音楽家。
1954年から1955年までイスラエル首相を務めた。イスラエルの20新シェケル紙幣に肖像が使用されている。